# Operace Fénix
Operace Fénix je označení operace Policie České republiky proti členům anarchistického hnutí, která byla zahájena koncem dubna 2015.
Informace o této operaci se na veřejnost dostala v dubnu 2015, kdy policie uskutečnila několik razií se zatýkáním napříč celou Českou republikou. Zajištěno bylo jedenáct osob, z toho pět anarchopacifistů spojených se skupinou Voice of Anarchopacifism (VAP) a další anarchista Aleš K. Ti jsou klíčovými postavami – údajně měli chystat teroristický útok na vlak s vojenským materiálem. [zdroj?] Tři z obviněných byli dlouho dobu drženi ve vazbě[zdroj?] a další tři byli vyšetřováni na svobodě, jak se později ukázalo, neprávem[zdroj?] – šlo o kauzu částečně vyprovokovanou ze strany nasazených policejních agentů.[chybí lepší zdroj] Z veřejných peněz byli tedy stíháni lidé, kteří byli zproštěni obvinění až v roce 2017.[chybí lepší zdroj]
Obžalovaní měli údajně zakopat zápalné směsi (benzin, polystyren, rostlinný olej) v blízkosti chuchelského železničního mostu.[zdroj?] Aleš K. byl navíc obviněn ze shromažďování materiálu k výrobě pumy.[zdroj?] Celý vykonstruovaný příběh se zakládal na výpovědích tajných policejních agentů, kteří se do skupiny VAP infiltrovali.[zdroj?] Kromě teroristického útoku ve fázi přípravy byli obviněni i z podněcování nenávisti kvůli šíření komuniké sítě revolučních buněk.[zdroj?]
Úloha policie v celém případu je velmi pochybná,[zdroj?] například kvůli uváděným lžím[zdroj?] či dle některých názorů nepřiměřenému chování. Tomáš Zelený na svém blogu uvádí: „Zatímco jsem byl spoután, můj dům za asistence dalších 24 těžkooděnců se samopaly kompletně prohledali (…) Další den po noci v cele, pokusů mě donutit vypovídat a bez pořádného jídla jsem byl bez obvinění propuštěn v Praze. Vykopli mě na ulici 250 km od mého domova bez telefonu.“[chybí lepší zdroj] Takovýto průběh událostí není nikde zaznamenán, ze strany obviněných nedošlo ani k podání podnětu na GIBS.[zdroj?]
I po ukončení procesu někteří obvinění trpěli kvůli několika rokům života ve strachu z mnohaletého trestu, trestnímu stíhání či mediálnímu zájmu psychickými následky.[zdroj?]